# Molophilus (Molophilus) substylifer
Molophilus (Molophilus) substylifer is een tweevleugelige uit de familie steltmuggen (Limoniidae). De soort komt voor in het Neotropisch gebied.